# Themeda
Themeda es un género de plantas herbáceas de la familia de las gramíneas o poáceas.  Es originario de África, Asia y Australia.

## Citología
El número cromosómico básico es x = 5 y 10, con números cromosómicos somáticos de 2n = 20, 40, 60 y 80 (y aneuploides). 

## Especies
| - Themeda anathera - Themeda arguens - Themeda arundinacea - Themeda australis - Themeda avenacea - Themeda brachyantha - Themeda capitata - Themeda caudata - Themeda chinensis - Themeda ciliata - Themeda cymbaria - Themeda dacruzii - Themeda echinata - Themeda effusa - Themeda foliosa - Themeda forskalii - Themeda forskallii | - Themeda frondosa - Themeda gigantea - Themeda glauca - Themeda gossweileri - Themeda helferi - Themeda hookeri - Themeda huttonensis - Themeda idjenensis - Themeda idjinensis - Themeda imberbis - Themeda intermedia - Themeda japonica - Themeda laxa - Themeda longispatha - Themeda minor - Themeda mooneyi - Themeda novoguineensis | - Themeda novoguinensis - Themeda polygama - Themeda prostrata - Themeda pseudotremula - Themeda quadrivalvis - Themeda sabarimalayana - Themeda saxicola - Themeda serratifolia - Themeda strigosa - Themeda subsericans - Themeda thwaitesii - Themeda tremula - Themeda triandra - Themeda trichiata - Themeda unica - Themeda villosa - Themeda yuanmounensis - Themeda yunnanensis |